# Leeds United Football Club
O Leeds United Football Club, Leeds United, ou simplesmente Leeds é um clube de futebol inglês com sede na cidade de Leeds, na região de Yorkshire. Fundado em 1919, manda os seus jogos no estádio Elland Road, já venceu a Liga Inglesa por três vezes, além de ter terminado como vice em outras cinco ocasiões. Também foi campeão da Copa da Inglaterra e da Copa da Liga Inglesa uma vez cada uma, tendo como maior destaque internacional o vice-campeonato da Liga dos Campeões da UEFA em 1975, além de duas conquistas da Taça das Cidades com Feiras.
O seu uniforme principal é na cor branca e seu escudo conta com a "White Rose of York", adotada como símbolo de Yorkshire.
Nos anos 2000 acabou entrando em crise financeira. Rebaixado em 2004, chegou a cair para a Terceira Divisão Inglesa na qual permaneceu até 2010, quando conseguiu subir para segunda divisão, e, finalmente a partir de 2020 voltou a disputar a Premier League, após ter conquistado o título de campeão da Segunda Divisão da temporada 2019–20, caindo posteriormente e retornando na Temporada 2025-26.
Apesar das dificuldades enfrentadas, no século XXI ainda é o décimo nono clube com mais pontos conquistados na história da Primeira Divisão do Campeonato Inglês, com a temporada 2025-26 sendo a sua 54ª na elite. O Leeds United foi o último campeão do Campeonato Inglês antes da criação da atual Premier League, a principal competição da Inglaterra.

## História

### Era pré-Leeds United

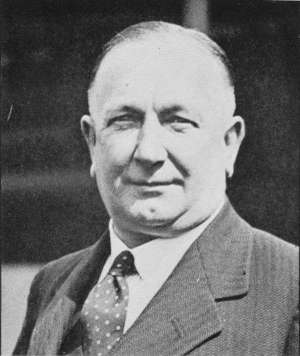
Herbert Chapman

A equipe antecessora do Leeds United, Leeds City, foi formada em 1904 e eleita como membro da Liga em 1905. No início foi difícil atrair grandes multidões para Elland Road, mas o clube cresceu graças a chegada de Herbert Chapman, que em 1914 chegou a dizer que: "Esta cidade foi construída para apoiar o futebol de primeira linha" . O crescimento do Leeds City ia bem até 1919, quando foi forçado a se desfazer, vendendo todos os seus atletas, como punição a alegações de pagamentos ilegais a jogadores durante a Primeira Guerra Mundial. Ainda em 1919, o Leeds City foi recriado, agora como Leeds United, tendo sido convidado a entrar para a Midland League a partir de 31 de outubro, ocupando o lugar vago deixado pelas reservas da cidade de Leeds. Após a dissolução do Leeds City, o Yorkshire Amateurs comprou o estádio Elland Road e se ofereceu para dar lugar à nova equipe, sob a administração do ex-jogador Dick Ray.
O presidente da cidade de Huddersfield, Hilton Crowther, emprestou 35 mil libras ao ao Leeds United, para ser reembolsado quando o clube fosse promovido à primeira divisão. Ele também trouxe o gerente de Barnsley, Arthur Fairclough, que assumiu a administração em 1920, tendo Dick Ray como seu assistente.

### Primeiros anos

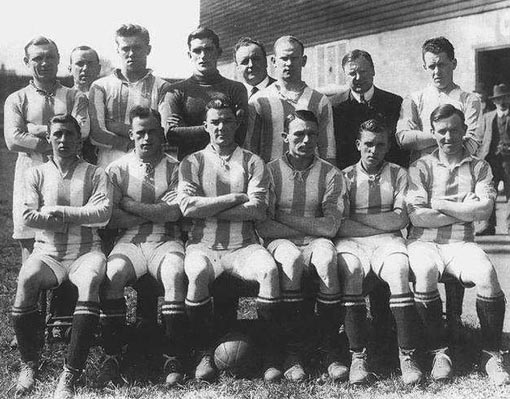
Leeds United na temporada 1920–21

Em 31 de maio de 1920, o Leeds United começou a disputar o Campeonato Inglês. Obtendo ao longo dos anos seguintes uma posição na Segunda Divisão, até que em 1924, após a conquista do título foi promovido para a Primeira Divisão.
Na temporada 1946–47, depois da guerra, o Leeds foi rebaixado novamente com o registro de pior campeonato da sua história. A equipe permaneceu na Segunda Divisão até 1955–56, quando mais uma vez ganhou a promoção para a primeira divisão, graças ao talentoso John Charles, que posteriormente seria vendido a Juventus, o que resultaria em novo rebaixamento em 1959–60.

### 1961–1975: Era Don Revie

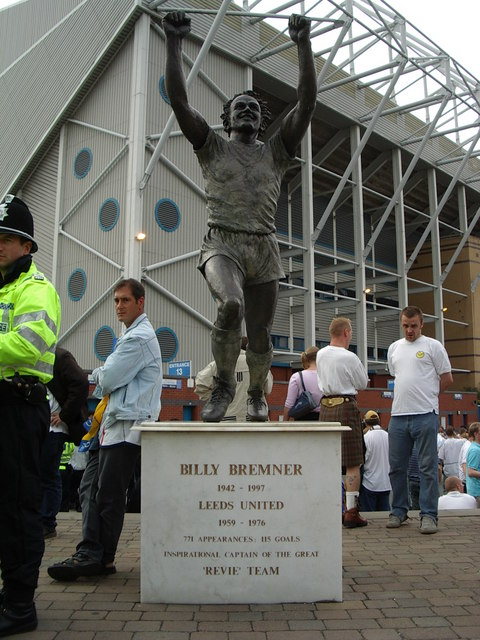
Estátua do capitão Billy Bremner, fora do Elland Road

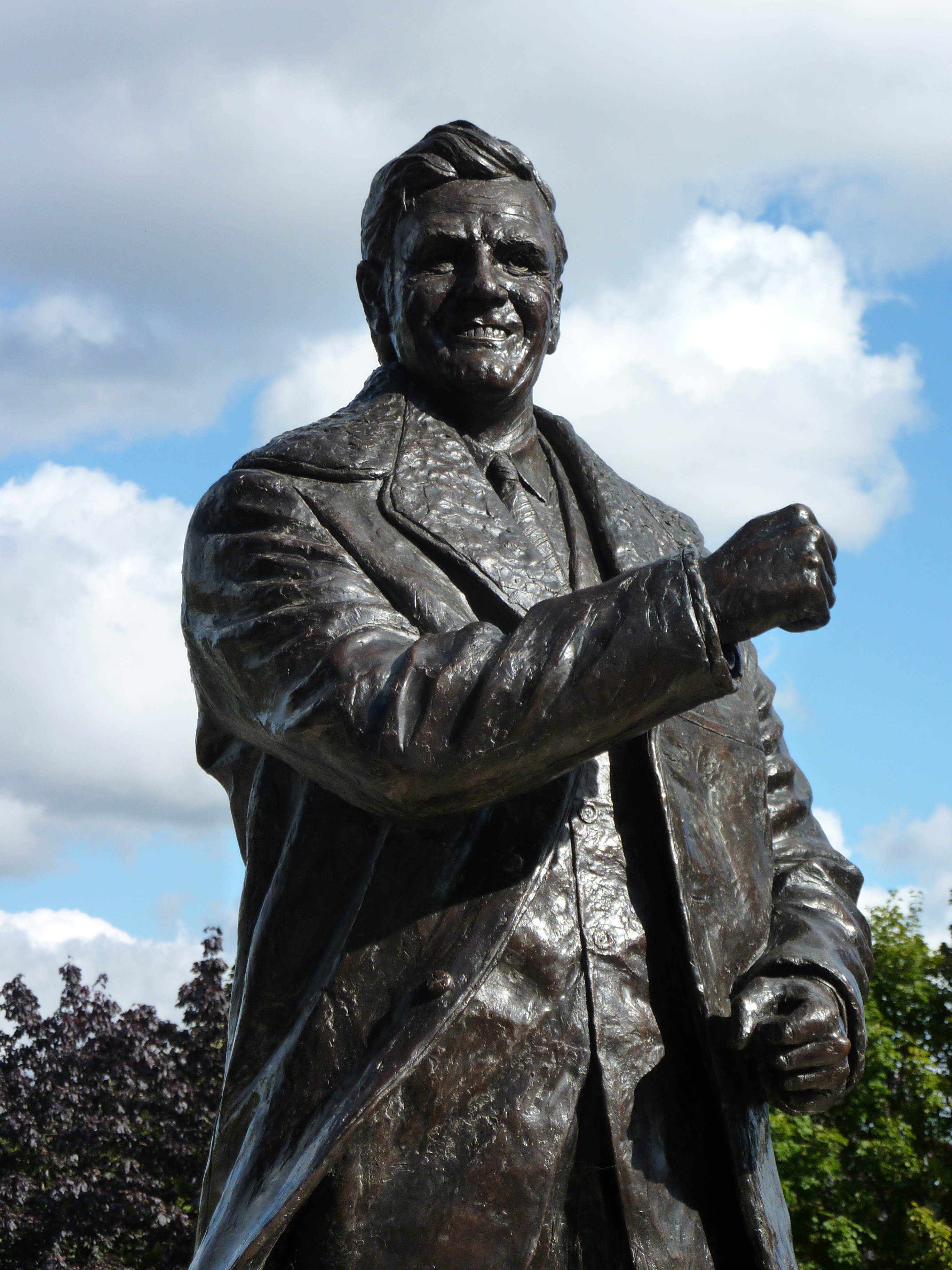
Estátua de Don Revie, fora do Elland Road

Em março de 1961, o clube nomeou o ex-jogador Don Revie como gerente, na sequência da demissão de Jack Taylor. Sua administração começou em circunstâncias adversas; com o clube novamente em dificuldades financeiras, só escapou de ser novamente rebaixado para a terceira divisão na temporada 1961–62, graças a única vitória, no último jogo da temporada. Revie implementou uma política de reestruturação, inclusive com uma mudança na cor do uniforme, todo branco no estilo do Real Madrid, trazendo o clube novamente a promoção para a primeira divisão em 1963–64.
Em seus 13 anos no comando, Revie guiou o Leeds a dois títulos do campeonato de futebol da Primeira Divisão, uma Taça de Inglaterra, uma Taça da Liga, duas da Taça das Cidades com Feiras, um título da Segunda Divisão e um da Charity Shield, chegando a finais e semifinais de muitos outras competições importantes, como a final da Liga dos Campeões da UEFA, a principal competição europeia.

### 1975–1988: Era pós Revie
Após a temporada de 1973–74, Revie deixou o Leeds para comandar a Seleção Inglesa. Brian Clough foi apontado como o sucessor de Revie, o que foi uma surpresa, pois Clough tinha sido um crítico ferrenho de Revie e das táticas da equipe. O comando de Clough como treinador começou mal, com derrota na Supertaça, jogo contra o Liverpool, em que Billy Bremner e Kevin Keegan foram ambos expulsos por brigarem. Após uma sucessão de partidas fracas Clough depois de apenas 44 dias acabou demitido.
Clough acabou sendo substituído pelo ex-capitão da seleção inglesa Jimmy Armfield, que após retomar as táticas antigas de Revie levou a equipe para a final da Taça dos Clubes Campeões Europeus de 1974–75, quando foi derrotada pelo Bayern de Munique, em circunstâncias controversas. O técnico reconstruiu a equipe de Revie que, embora já não mais dominasse o futebol Inglês, manteve-se entre os dez primeiros nas temporadas seguintes. No entanto, impaciente com a demora para o sucesso da equipe, Armfield foi demitido, iniciando uma sequência de contratações, Stein, Adamson, Clarke, Gray e Bremner, todas sem sucesso, tendo a equipe retornado, mais uma vez, para a Segunda Divisão.

### 1988–1996: Era Howard Wilkinson
Em outubro de 1988, com o time na 21 º colocação na Segunda Divisão, Bremner foi demitido para dar lugar a Howard Wilkinson, que levou a equipe de volta a  Primeira Divisão em 1989-90. Sob o comando de Wilkinson o Leeds terminou em 4 º em 1990–91 e em 1991–92 venceu o título. No entanto, na temporada 1992–93 o Leeds saiu da Liga dos Campeões na fase inicial, terminando em 17º na Liga, conseguindo evitar o rebaixamento por muito pouco.
Wilkinson ficou até a temporada 1996–97, quando foi demitido após uma derrota para o Manchester United. Wilkinson deixou um legado fantástico, incluindo as categorias de base do clube que até hoje tem fornecido grandes jogadores a equipe.

### 1997–2001: Graham e O'Leary

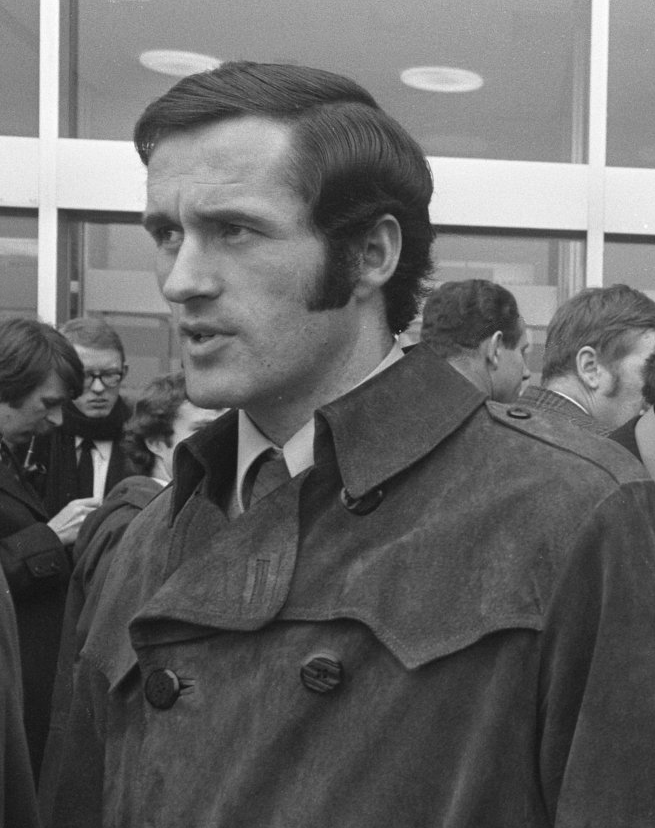
George Graham

O Leeds nomeou George Graham como o sucessor de Wilkinson. Esta nomeação foi controversa, pois Graham já havia recebido uma suspensão de um ano pela  Football Association por recebimento de pagamentos ilegais a partir de um agente de futebol. George Graham levou o Leeds até a final dos anos 1997–98, classificando-o para a Copa da UEFA na sequência da temporada. Em outubro de 1998, Graham deixou o clube para se tornar comandante do Tottenham Hotspur, fazendo com que o Leeds nomeasse o seu assistente, David O'Leary.
Sob o comando de O'Leary, o Leeds United nunca terminou fora do top 5 na Premier League, e garantiu a qualificação, tanto para a Taça UEFA e a UEFA Champions League. No entanto, durante o mesmo período, a imagem da equipe foi manchada quando os jogadores Jonathan Woodgate e Lee Bowyer foram envolvidos em um incidente, que deixou uma estudante asiática no hospital com ferimentos graves. O processo judicial resultante levou quase dois anos para resolver; Bowyer foi inocentado, e Woodgate condenado a serviço comunitário. Além disso, na semifinal da Copa da UEFA contra o Galatasaray, em Istambul, dois torcedores foram esfaqueados até a morte antes do jogo.

### 2001–2007: implosão financeira e rebaixamentos

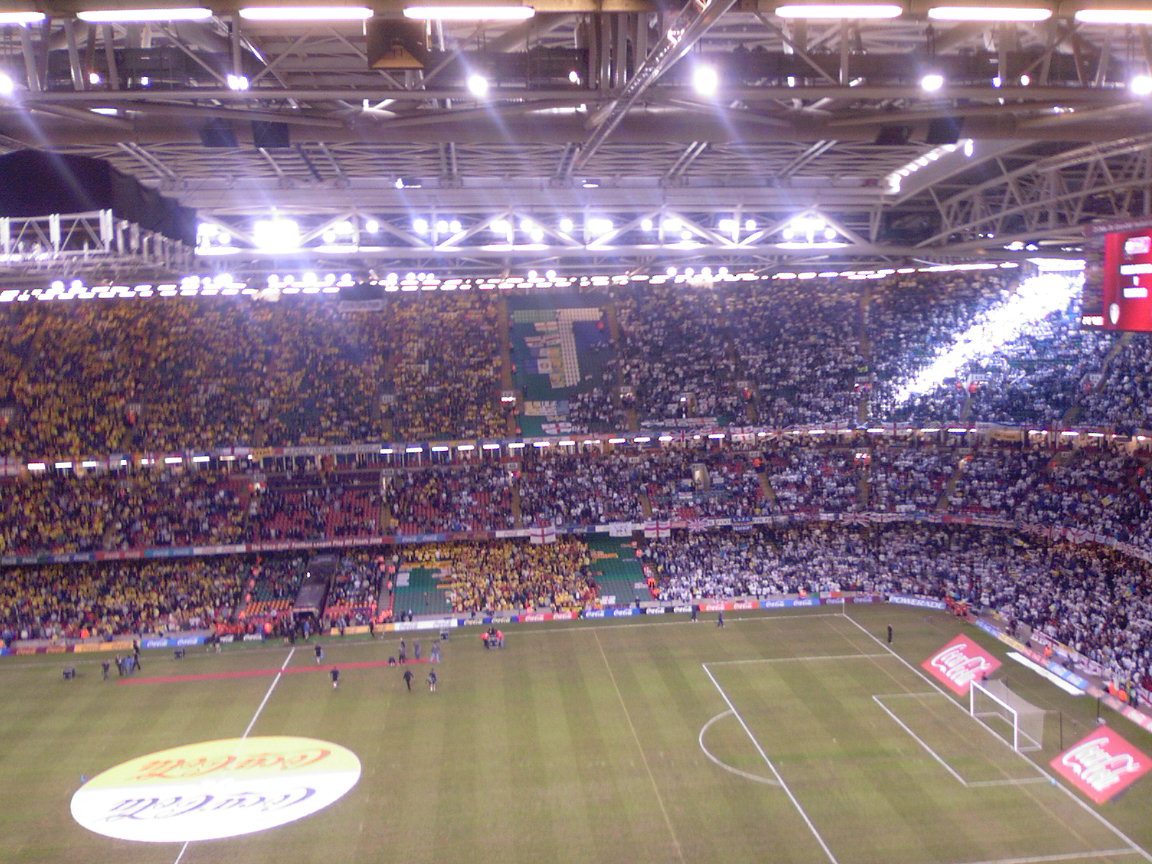
Leeds vs Watford pela EFL Championship em 2006

Desempenho do Leeds na Liga Inglesa

No início da década de 2000, o Leeds passou a fazer grandes empréstimos, não tendo verba suficiente para pagá-los, tendo como primeira indicação de que o clube estava com problemas financeiros a venda de Rio Ferdinand para o Manchester United por cerca de 30 milhões de libras. A crise acabou piorando quando o Leeds United demitiu O'Leary e contratou Terry Venables, quando a equipe começou jogar mal e ainda vendeu alguns de seus mais importantes jogadores como Jonathan Woodgate, além de outros jogadores que o presidente havia prometido ao treinador que não seriam liberados.
Após essas polemicas e baixos resultados, os dois saíram de seus cargos, deixando a equipe em zona de perigo, conseguindo ápos a chegada Peter Reid, permanecer na primeira divisão. Um começo sem sucesso na temporada 2003–04 viu Peter Reid demitido, e Eddie Cinza assumiu como técnico interino até o final da temporada. Um especialista em insolvência, Gerald Krasner, liderou um consórcio de empresários locais, que assumiu Leeds e supervisionou a venda de ativos dos clubes, incluindo altos e emergentes jovens jogadores de qualquer valor. Leeds foi rebaixado durante a temporada 2003–04.
Após o rebaixamento para a Championship, e Kevin Blackwell foi nomeado gerente. A maioria dos jogadores restantes foram vendidos ou liberados para reduzir ainda mais os altos salários; Blackwell foi forçado a reconstruir quase todo o plantel através de transferências livres, e o Leeds United foi obrigados a vender tanto o seu campo de treinamento e estádio, no outono de 2004.
Com a equipe com um mau desempenho, o contrato de Blackwell foi encerrado, e a equipe contratou John Carver como técnico interino, mas a aposta não foi um sucesso e ele foi demitido das suas funções com Dennis Wise anunciado como seu substituto. Sensato ele era incapaz de tirar a equipe da zona de rebaixamento durante grande parte da temporada, apesar de trazer uma série de jogadores experientes e de empréstimos gratuitos em negócios de curto prazo. Com o rebaixamento praticamente assegurado, o Leeds United ainda perdeu pontos no campeonato levando a mais um rebaixamento, agora para a Terceira Divisão.

### 2007–2010: League One

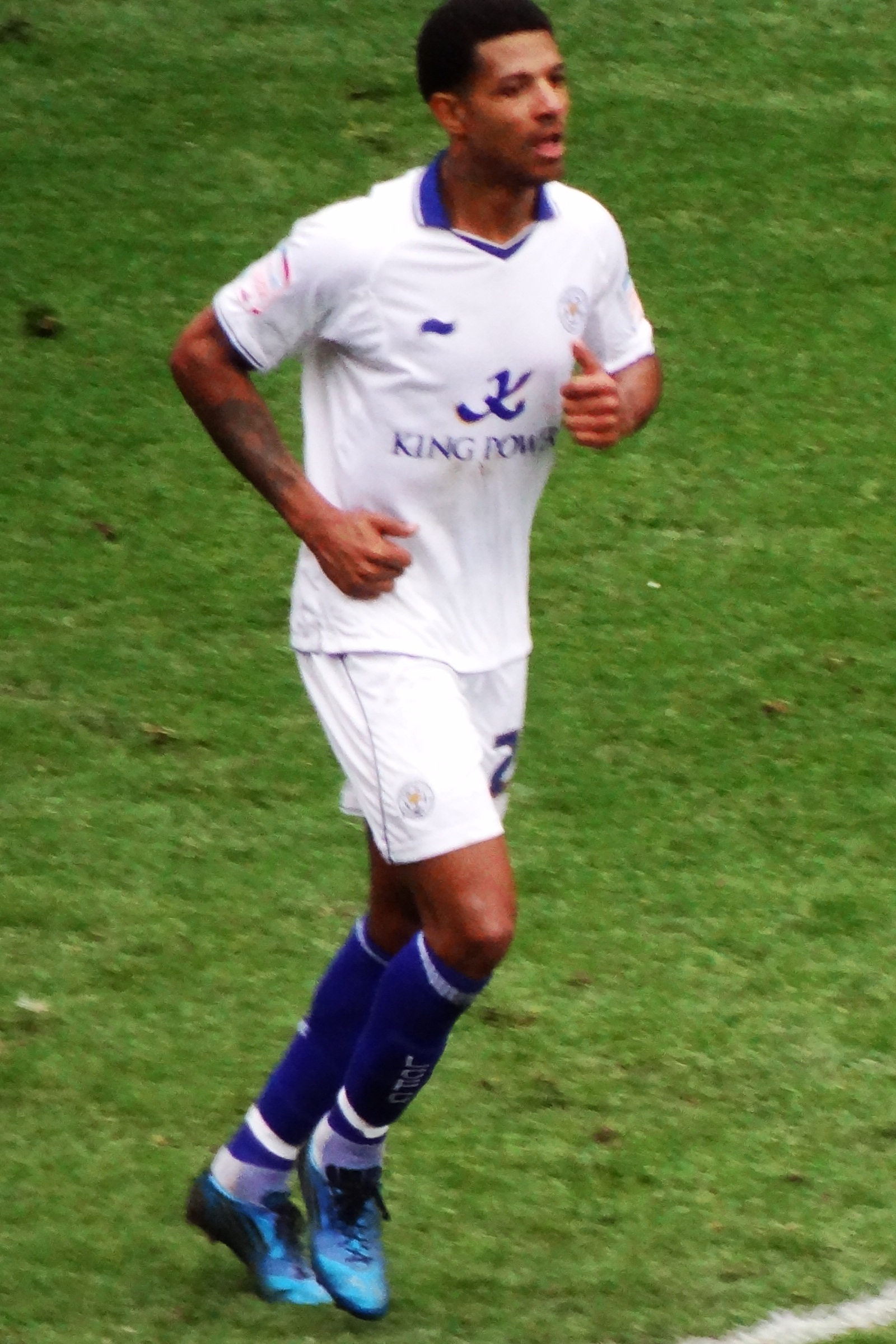
Jermaine Beckford

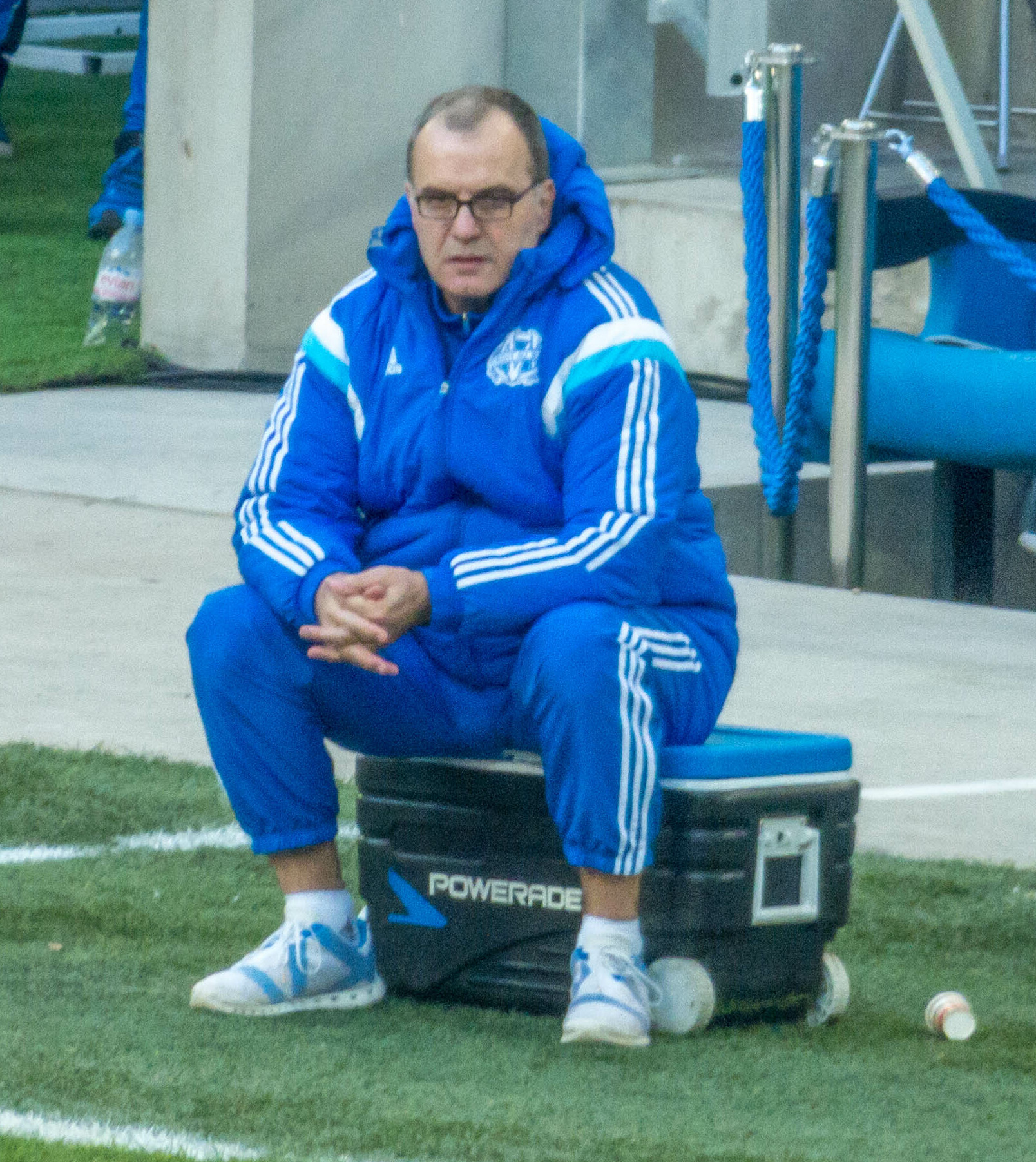
O treinador argentino Marcelo Bielsa

Após uma sucessão de problemas de administração e na negociação de jogadores, a equipe conseguiu disputar a terceira divisão, iniciando o campeonato com 15 pontos negativos, o que não impediu que a equipe chegasse aos play-offs, sob o comando de Dennis Wise que saiu antes do fim do campeonato para o Newcastle, foi substituído pelo ex-capitão do clube Gary McAllister. Chegou até a final mas acabou sendo derrotada pelo Doncaster Rovers.
Na temporada seguinte viu uma série de maus resultados, e McAllister foi demitido depois de uma corrida de cinco derrotas consecutivas. McAllister foi substituído por Simon Grayson, que pediu demissão de seu cargo no Blackpool para assumir a posição no Leeds United. O time fez os playoffs, mais uma vez, e foram derrotados nas semifinais pelo Millwall.
O Leeds assegurou seu melhor início de temporada em 2009–10, e causou uma grande surpresa na terceira rodada da Copa da Inglaterra ao derrotar o Manchester United no Old Trafford. Após a campanha impressionante na FA Cup, a equipe sofreu na League One, com o time obtendo apenas sete pontos de 24 possíveis.
No entanto, a equipe se superou e acabou por conquistar o acesso.

### 2010–2019: retorno a segunda divisão
Em sua volta a Segunda Divisão, passou grande parte da temporada na zona de classificação aos play-offs, mas acabou terminando uma posição abaixo disto.
Em maio de 2011, foi anunciado que o presidente Ken Bates tinha comprado o clube e se tornado o proprietário do Leeds United antes da partida contra o Middlesbrough.
A torcida acabou por protestar, e o presidente rebatou as críticas, insultando os torcedores. Em 2012 o clube foi vendido para uma empresa do Oriente Médio, a GFH, que venderia novamente a equipe em 2014 para o grupo Eleonora Sport Ltda, que são donos do Cagliari, da Itália.

### 2014–2017: o período Mássimo Cellino
Após a aquisição da Eleonora Sport Ltda, o clube seguiu no ostracismo. Embora não tenha corrido riscos de rebaixamento, o Leeds não empolgava em nada, sempre figurando do meio para baixo da tabela.
Pra piorar a situação, o majoritário Massimo Cellino foi punido pela Football League por ter sido punido nos tribunais italianos por sonegação de impostos, sendo obrigado a ficar longe da administração do clube até abril de 2015.
Em 4 de janeiro de 2017, o empresário italiano Andrea Radrizzani comprou uma participação de 50% no clube de Massimo Cellino. Nesta temporada, o Leeds esteve nas posições Playoffs durante a maior parte da temporada. Porém, o time caiu de rendimento nas últimas rodadas e acabou ficando em sétimo, fora da zona de classificação aos playoffs. Além disso, o Leeds havia sido eliminado na quarta rodada da Copa da Inglaterra pelo Sutton United, time da quinta divisão.

### 2017–2018: a Era Radrizzani e a recuperação do Elland Road
Em 23 de maio de 2017, Radrizzani anunciou a compra de 100% das ações do Leeds United, comprando os 50% restantes do co-proprietário anterior Massimo Cellino, assumindo assim, a propriedade integral do clube. O treinador Garry Monk renunciou ao cargo de treinador, após uma temporada no clube em que os guiou para o sétimo lugar. Em junho de 2017, o ex-jogador da seleção Espanhola Thomas Christiansen foi anunciado como o novo treinador do Leeds. Também em junho, Radrizzani concluiu a compra da Elland Road, devolvendo o estádio ao clube que não possuía desde 2004, devido aos problemas financeiros. No dia 4 de fevereiro de 2018, Christiansen foi demitido após uma série de jogos ruins, deixando a equipe em 10º lugar na Champioship. Em 6 de fevereiro, Paul Heckingbottom foi confirmado como substituto de Christiansen.
No dia 24 de maio, o Leeds anunciou que a 49ers Enterprises (empresa que administra o time de futebol americano San Francisco 49ers) havia comprado ações do clube para se tornar um investidor minoritário. Já no dia 1 de junho, Heckingbottom foi demitido pelo Leeds, durando apenas quatro meses no cargo. Para o seu lugar, o clube anunciou a contratação do técnico argentino Marcelo Bielsa no dia 15 de junho, assinando um contrato de dois anos com a opção de um terceiro ano, tornando-se o treinador mais bem pago na história do Leeds United.

### 2018–presente: a era Bielsa e o retorno de um gigante, a volta do Leeds à Premier League
É inegável que a ida de Bielsa ao Leeds foi uma das coisas mais aleatórias que poderia acontecer, afinal, um técnico brilhante, revolucionário, mas com pouca sorte estava indo para a segunda divisão, mesmo sabendo que tinha mercado nas primeiras divisões de outras ligas. Mas o argentino comprou a ideia, fez as suas requisições e o clube prontamente o atendeu. A ambição do Leeds era surpreendente. A torcida acreditou no projeto e depois de muitos anos, a cidade do norte da Inglaterra voltava a respirar o futebol. O argentino resgatou o futebol da cidade e a esperança dos seus torcedores.
Na primeira temporada o Leeds apresentava o melhor futebol da Champioship, com o trabalho de Marcelo Bielsa sendo colocado em prática. O time esteve durante quase todo o campeonato alternando entre a liderança e o segundo lugar, ocasiões em que garantiria o retorno direto a primeira divisão. No entanto, perdeu forças na reta final e acabou ficando na terceira posição, tendo que disputar os playoffs. Ao chegar na fase decisiva, no primeiro jogo, uma vitória sobre o Derby County. A vantagem construída fora de casa fez com que o Leeds precisasse apenas de um empate no Elland Road, mas acabou amargando uma dura derrota por 4 a 2 diante de seus torcedores e adiou, mais uma vez, o sonho de retornar à Premier League.
O trágico fim da temporada 2018–19 fez muita gente pensar: "será que o Bielsa fica?" Para a alegria de todos os torcedores, Marcelo Bielsa anunciou que permaneceria no clube. A temporada 2019–20 começou, o Leeds novamente largou bem, conseguindo figurar entre os dois primeiros colocados em novembro. Mesmo com uma queda no período do boxing day (o que é uma tradição do time), a equipe voltou a ter sequências de vitórias e assumiu a liderança da Champioship até a parada por conta da pandemia de COVID-19.
Após o retorno em 21 de junho de 2020, o Leeds continuava com aquele futebol envolvente e atraente, bem no estilo Bielsa, mas acabou sendo derrotado pelo Cardiff. Isso não abalou, o time se reergueu e venceu o difícil time do Fulham por 3 a 0 e se manteve firme rumo ao sonho. No dia 17 de julho de 2020, a história é contada. Após a derrota do West Brom para o Huddersfield, o Leeds United estava oficialmente classificado para a Premier League, após longínquos 16 anos. No dia seguinte a festa foi ainda maior. Com a derrota do Brentford para o Stoke City por 1 a 0, o Leeds, além de voltar a primeira divisão, ainda conquistou o título da Champioship pela 4ª vez em sua história, dessa vez sem precisar entrar em campo.
Em 2025, após já ter garantido o acesso a Premier League com uma rodada de antecedência, em um emocionante triunfo por 2-1 sobre o Plymouth Argyle no Home Park na última rodada em 3 de maio de 2025, com gol nos acréscimos e terminando empatado em 100 pontos com o Burnley, desempatando no saldo de gols, o Leeds conquistou o título da Champioship pela 5ª vez.

## Rivalidades

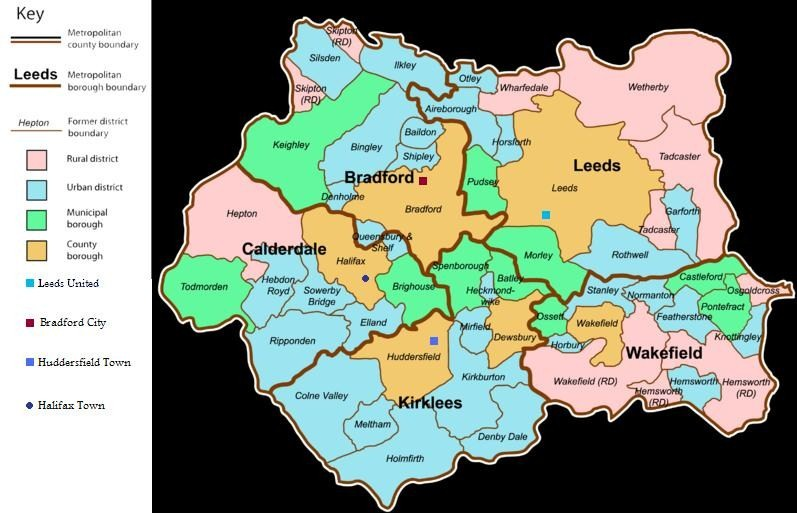
Mapa de West Yorkshire e seus clubes

A maior rivalidade do Leeds é com o Manchester United, clássico intitulado como ""Guerra das Flores"", devido à rivalidade tradicional entre os condados de Lancashire e Yorkshire. Millwall e Sheffield United são apontados como o segundo e o terceiro maior rival pela torcida do Leeds.
Outra rivalidade do Leeds é com o Galatasaray, depois que dois torcedores do Leeds foram assassinados por partidários do clube turco antes de um jogo válido pela Copa da UEFA em abril de 2000. Quando o então atacante do Leeds, Harry Kewell, foi contratado pelo Galatasaray em 2008, causou um grande tumulto com a torcida do clube inglês.
Também existem rivalidades históricas com os seus vizinhos regionais.

## Estádio

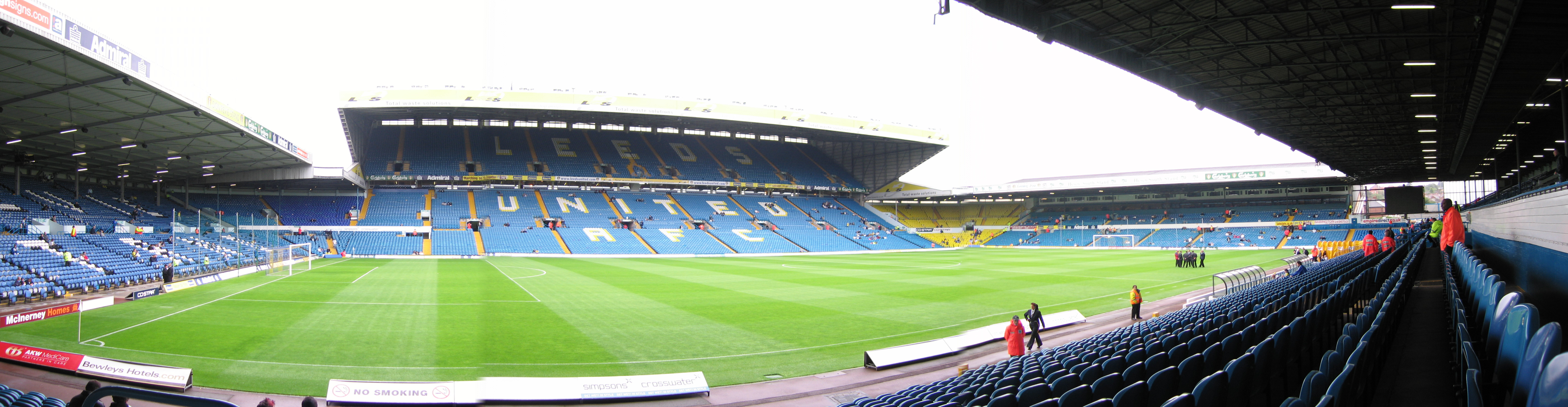
O estádio Elland Road

A equipe manda seus jogos no estádio Elland Road, próprio, situado na cidade de Leeds, que tem capacidade de 37.890 pessoas.
O recorde de público é de 57.892 torcedores em 15 de março de 1967 pela Copa da Inglaterra contra o Sunderland. Após as adequações de modernização e segurança do estádio ao Relatório Taylor, o recorde é de 40.287 pela Premiership contra o  Newcastle United em 22 de dezembro de 2001.
Foi um dos estádios usados na Eurocopa de 1996, e já recebeu vários concertos de bandas como U2, Kaiser Chiefs e Queen.
O estádio foi construído em 1887 e remodelado mais cinco vezes, em 1920, 1953, 1971, 1994 e 2006.

## Títulos
| CONTINENTAIS | CONTINENTAIS                   | CONTINENTAIS | CONTINENTAIS                                 |
|              | Competições                    | Títulos      | Temporadas                                   |
| ------------ | ------------------------------ | ------------ | -------------------------------------------- |
|              | Taça das Cidades com Feiras    | 2            | 1967-68 e 1970-71                            |
| NACIONAIS    |                                |              |                                              |
|              | Competições                    | Títulos      | Temporadas                                   |
|              | Campeonato Inglês              | 3            | 1968-69, 1973-74 e 1991-92                   |
|              | Copa da Inglaterra             | 1            | 1971-72                                      |
|              | Copa da Liga Inglesa           | 1            | 1967-68                                      |
|              | Supercopa da Inglaterra        | 2            | 1969 e 1992                                  |
|              | Campeonato Inglês - 2ª Divisão | 5            | 1923-24, 1963-64, 1989-90, 2019-20 e 2024-25 |
|              | Total                          | 14           | Nacionais e internacionais                   |

## Campanhas de destaque
| CONTINENTAIS | CONTINENTAIS                   | CONTINENTAIS | CONTINENTAIS                                |
|              | Competições                    | Posição      | Temporadas                                  |
| ------------ | ------------------------------ | ------------ | ------------------------------------------- |
|              | Liga dos Campeões da UEFA      | Vice-campeão | 1974–75                                     |
|              | Taça das Cidades com Feiras    | Vice-campeão | 1966–67                                     |
|              | Recopa Europeia da UEFA        | Vice-campeão | 1972–73                                     |
| NACIONAIS    |                                |              |                                             |
|              | Competições                    | Posição      | Temporadas                                  |
|              | Campeonato Inglês              | Vice-campeão | 1964–65, 1965–66, 1969–70, 1970–71, 1971–72 |
|              | Copa da Inglaterra             | Vice-campeão | 1964–65, 1969–70, 1972–73                   |
|              | Copa da Liga Inglesa           | Vice-campeão | 1995–96                                     |
|              | Supercopa da Inglaterra        | Vice-campeão | 1974                                        |
|              | Campeonato Inglês - 2ª Divisão | Vice-campeão | 1927–28, 1931–32, 1955–56                   |
|              | Campeonato Inglês - 3ª Divisão | Vice-campeão | 2009–10                                     |

## Jogadores notáveis
| - Neil Aspin - David Batty - Lee Bowyer - Lee Chapman - Jack Charlton - Trevor Cherry - Allan Clarke - Terry Cooper - Wilf Copping - Tony Currie - Brian Deane - Shaun Derry - Tony Dorigo - Rio Ferdinand - Robbie Fowler - Brian Greenhoff - Jimmy Greenhoff - Grenville Hair |  | - Rob Hulse - Norman Hunter - Mick Jones - Vinnie Jones - Chris Kamara - Matthew Kilgallon - Paul Madeley - Nigel Martyn - Paul Reaney - Andy Ritchie - Paul Robinson - Lee Sharpe - Alan Smith - Rod Wallace - Simon Walton - Jonathan Woodgate - Jermaine Beckford - David Harvey |  | - Billy Bremner - Arthur Graham - Eddie Gray - Frank Gray - Tom Jennings - Joe Jordan - Peter Lorimer - Gary McAllister - Gordon McQueen - Dominic Matteo - Gordon Strachan - Neil Sullivan - John Charles - Brian Flynn - Ian Rush - Gary Speed - Gary Sprake - Terry Yorath |  | - Paul Butler - Johnny Giles - Robbie Keane - John Sheridan - Ian Harte - Gary Kelly - David Healy - Eric Cantona - Olivier Dacourt - Jimmy Floyd Hasselbaink - Eirik Bakke - Alf-Inge Håland - Albert Johanneson - Tony Yeboah - Harry Kewell - Mark Viduka |

## Patrocinadores/material esportivo
| Ano     | Material Esportivo | Patrocinador Principal | Patrocinador Secundário |
| ------- | ------------------ | ---------------------- | ----------------------- |
| 1972–73 | Umbro              |                        |                         |
| 1973–81 | Admiral            |                        |                         |
| 1981–83 | Umbro              |                        |                         |
| 1983–84 | Systime            |                        |                         |
| 1984–85 | WKG                |                        |                         |
| 1985–86 | Lion Cabinets      |                        |                         |
| 1986–89 | Burton             |                        |                         |
| 1989–91 | Top Man            |                        |                         |
| 1991–92 | Evening Post       |                        |                         |
| 1992–93 | Admiral            | Admiral                |                         |
| 1993–96 | Asics              | Thistle Hotels         |                         |
| 1996–00 | Puma               | Packard Bell           |                         |
| 2000–03 | Nike               | Strongbow              |                         |
| 2003–04 | Nike               | Whyte & MacKay         |                         |
| 2004–05 | Diadora            | Whyte & MacKay         | Rhodar                  |
| 2005–06 | Admiral            | Whyte & MacKay         | Rhodar                  |
| 2006–07 | Admiral            | Bet 24                 | Empire Direct           |
| 2007–08 | Admiral            | Red Kite               | OHS                     |
| 2008–11 | Macron             | NetFlights.com         | OHS                     |
| 2011–14 | Macron             | Enterprise Insurance   | OHS                     |
|         | Macron             | Enterprise Insurance   | Help-Link               |
| 2014-20 | Kappa              |                        |                         |
| 2020-25 | Adidas             | Red Bull               |                         |

## Elenco atual
Última atualização: 17 de outubro de 2024